# Paula Radcliffe
Paula Jane Radcliffe, MBE (Northwich, 17 de dezembro de 1973) é uma ex-corredora britânica profissional de longa-distância, ex-recordista mundial da maratona feminina e o maior nome internacional britânico nos esportes, junto com o jogador de futebol David Beckham e o piloto de Fórmula 1 Lewis Hamilton.
Formada em economia, alemão e francês pela Universidade de Loughborough, seu talento para o atletismo, apesar de sofrer de asma, foi mostrado desde a infância e ela começou a carreira como corredora de cross-country, da qual foi campeã mundial júnior em 1992.
Após uma carreira bem sucedida nas provas de fundo do atletismo de pista durante os anos 90, Paula passou a se dedicar às maratonas, conseguindo a vitória em sua prova de estreia na Maratona de Londres de 2002, e quebrando o recorde mundial da distância em Chicago seis meses depois, em 2:17.18, abaixando a marca anterior em mais de um minuto em meio. Neste mesmo ano foi condecorada com uma MBE pela rainha Elizabeth II e eleita a BBC Sports Personality of the Year de 2002. Em abril do ano seguinte, quebrou novamente o próprio recorde, vencendo novamente a Maratona de Londres em 2:15:25, um tempo que a crítica especializada não esperava ser possível antes da próxima década.

## Atenas 2004
Vencedora de seis das sete maratonas que disputou, tendo quatro dos cinco melhores tempos do mundo para a distância, Paula acabou se tornando conhecida internacionalmente pela audiência não aficionada do esporte exatamente pela única que perdeu, de maneira dramática. Favorita destacada e maior "certeza" de uma medalha de ouro para os britânicos nas Olimpíadas de Atenas em 2004, Paula apareceu nas televisões do mundo inteiro desistindo da corrida nos últimos quilômetros, devido à pressão da mídia inglesa e mundial pela medalha e a uma contusão na perna direita mal curada com anti-inflamatórios às vésperas dos Jogos Olímpicos. Devastada emocionalmente, sentou-se aos prantos na calçada ao lado do percurso consolada por fãs britânicas, em imagens que percorreram o planeta. Numa tentativa de conseguir a sonhada medalha, Paula ainda competiria nos 10.000m mas sua contusão e condições emocionais a fariam desistir novamente desta prova.
Recuperada do desastre, Paula voltaria a ser imbatível após as Olimpíadas vencendo três maratonas em seguida, conquistando a medalha de ouro da maratona no Campeonato Mundial de Atletismo em Helsinque, Finlândia, em agosto de 2005.
Entre outros títulos e recordes além da maratona, Paula Radcliffe também é recordista mundial dos 10 km em rua, meia-maratona e bicampeã mundial de cross-country. Ela também é tricampeã da Maratona de Nova York, tendo conquistado os títulos de 2004, 2007 e 2008.
Ela é personagem principal de um dos mais pitorescos momentos do esporte, acontecido em abril de 2005 na Maratona de Londres – que ela venceu – ao parar para urinar no meio da rua na frente da multidão e das câmaras de televisão que transmitiam a prova ao vivo, no que foi considerado pelos britânicos "O Maior Momento da História da Maratona", numa escolha entre dez momentos inesquecíveis do esporte.